# 吴钧燮
吴钧燮（1928年—），浙江杭州人，毕业于浙江大学外文系，中国大陆翻译家。

## 生平
1928年，吴钧燮出生在浙江省杭州市。
1951年，吴钧燮毕业于浙江大学外文系。大学之后，吴钧燮担任中华人民共和国国务院文化教育委员会研究室、中共中央宣传部科学卫生处的一名官员。
1959年，吴钧燮调到人民文学出版社担任一名编辑。
1982年，吴钧燮加入中国作家协会。

## 作品
- 《托尔斯泰评传》
- 《简·爱》（英国夏绿蒂·勃朗特）[1]
- 《老人与海》（美国欧内斯特·海明威）
- 《烦恼人的冬天》
- 《剧作法》（英国威廉·阿契尔；合译者聂文杞）[2]
- 《伍尔夫读本》（英国维吉尼亚·伍尔夫）
- 《伍尔夫文集》（英国维吉尼亚·伍尔夫）

## 奖项
- 2004年，中国翻译协会“资深翻译家”荣誉称号。